# Energie-Control Austria für die Regulierung der Elektrizitäts- und Erdgaswirtschaft
Die Energie-Control Austria für die Regulierung der Elektrizitäts- und Erdgaswirtschaft – oder kurz E-Control – ist die für die Strom- und Gaswirtschaft zuständige Regulierungsbehörde in Österreich.

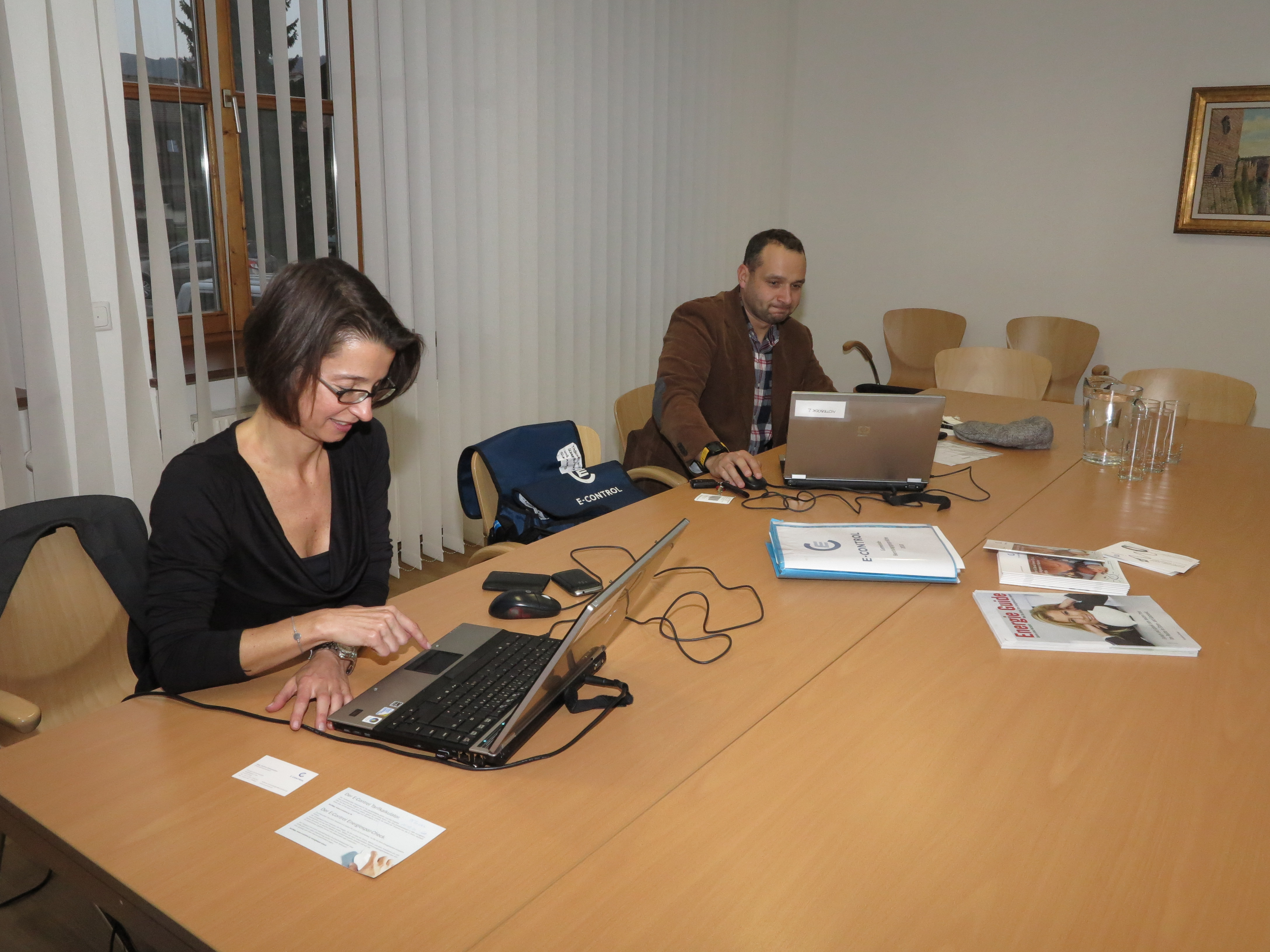
E-Control Bürgerberatung in den Räumen einer Tiroler Gemeinde

## Hintergrund
E-Control ist seit 1. März 2001 tätig. Sie wurde damals vom Gesetzgeber auf Grundlage des Energie-Regulierungsbehördengesetzes BGBl. I Nr. 121/2000 als GmbH eingerichtet, die sich zu 100 % in der Hand des Bundes, vertreten durch das Bundesministerium für Wirtschaft und Arbeit, befand.
Mit dem Bundesgesetz über die Regulierungsbehörde in der Elektrizitäts- und Erdgaswirtschaft (Energie-Control-Gesetz – E-ControlG) wurde die E-Control GmbH zehn Jahre nach ihrer Gründung mit 3. März 2011 unter der Bezeichnung Energie-Control Austria für die Regulierung der Elektrizitäts- und Erdgaswirtschaft (E-Control) in eine Anstalt öffentlichen Rechts umgewandelt und ihre Organe bei der Wahrnehmung regulatorischer Aufgaben völlig weisungsfrei gestellt.

## Organe
Die Organe der E-Control umfassen:
- Den Vorstand und den Aufsichtsrat
- Die Regulierungskommission, deren Aufgabenbereich Ausarbeitung und Kontrolle der Bedingungen für Netzzugang und Tarife, Maßnahmen zur Sicherung der Erdgasversorgung, Konfliktschlichtung und anderes ist
- Der Regulierungsbeirat, beide besetzt mit Vertretern aus Ministerien, Gebietskörperschaften und anderen Interessensvertretungen. Die Aufgabe umfasst die Beratung der E-Control in Angelegenheiten, die von der Regulierungsbehörde zu vollziehen sind.

## Aufgaben
Rahmenbedingungen festlegen
- Marktregeln für den Wettbewerb aufstellen
- Netztarife regulieren

Marktaufsicht ausüben
- Wettbewerbsverstöße aufzeigen und abstellen
- Entwicklung des Marktes verfolgen und analysieren
- Transparenz für Konsumenten fördern und herstellen, insbesondere bezüglich Preisen und Herkunft der Energie

Die Regulierung hat zwei Komponenten: die ex-ante Regulierung, bei der vorher die Rahmenbedingungen, die Regeln, unter denen der Wettbewerb stattfinden soll, festgelegt werden. Darunter fällt die Aufgabe der Netztarifregulierung und der Erstellung der Marktregeln in Zusammenarbeit mit den Marktteilnehmern.
Wenn gegen diese Regeln oder allgemeine Wettbewerbsregeln verstoßen wird, können die Regulierungsbehörden auch ex-post regulierend eingreifen, Wettbewerbsverstöße aufzeigen und abstellen. Dies geschieht in enger Zusammenarbeit mit der Bundeswettbewerbsbehörde und dem Bundeskartellanwalt. Ein wesentlicher Punkt dabei ist die Marktaufsicht. Mit dem Instrument des Markt Monitorings können Entwicklungen am Markt verfolgt und analysiert werden.
Die E-Control ist des Weiteren zertifizierte Schlichtungsstelle gemäß dem Bundesgesetz über alternative Streitbeilegung in Verbraucherangelegenheiten (Alternative-Streitbeilegung-Gesetz [AStG]).
Nicht regulatorische Aufgaben
Auf Initiative des Bundesministeriums für Digitales und Wirtschaftsstandort (BMDW) betreibt die E-Control die Preistransparenzdatenbank für Super95- und Dieselpreise (gem. Preistransparenzgesetz von 2011) und die Verbraucher-Website www.spritpreisrechner.at.
Auf Initiative des Bundesministeriums für Klimaschutz, Umwelt, Energie, Mobilität, Innovation und Technologie (BMK) betreibt die E-Control Österreichs offizielles Ladepunkteregister (Ladestellenverzeichnis) und die Verbraucher-Website www.ladestellen.at.